# Okręg wyborczy województwo olsztyńskie do Senatu Rzeczypospolitej Polskiej
Okręg wyborczy województwo olsztyńskie do Senatu Rzeczypospolitej Polskiej obejmował w latach 1989–2001 obszar województwa olsztyńskiego. Wybierano w nim 2 senatorów, przy czym w latach 1989–1991 obowiązywała zasada większości bezwzględnej, zaś w latach 1991–2001 większości względnej.
Powstał w 1989 wraz z przywróceniem instytucji Senatu. Zniesiony został w 2001, na jego obszarze utworzono nowe okręgi nr 33 i 34.
Siedzibą okręgowej komisji wyborczej był Olsztyn.

## Reprezentanci okręgu
| Rok  | Senator komitet wyborczy                   | Senator komitet wyborczy                       | Senator komitet wyborczy                  | Senator komitet wyborczy                 |
| ---- | ------------------------------------------ | ---------------------------------------------- | ----------------------------------------- | ---------------------------------------- |
| 1989 |                                            | Erwin Kruk                                     |                                           | Antoni Jutrzenka-Trzebiatowski           |
| 1991 |                                            | Stefan Śnieżko Kongres Liberalno-Demokratyczny |                                           | Wacław Bartnik Unia Demokratyczna        |
| 1993 |                                            | Henryk Krupa Sojusz Lewicy Demokratycznej      |                                           | Jan Adamiak Polskie Stronnictwo Ludowe   |
| 1997 | Janusz Lorenz Sojusz Lewicy Demokratycznej |                                                | Paweł Abramski Akcja Wyborcza Solidarność |                                          |
| 2001 | okręg zniesiony, patrz okręgi nr 33 i 34   | okręg zniesiony, patrz okręgi nr 33 i 34       | okręg zniesiony, patrz okręgi nr 33 i 34  | okręg zniesiony, patrz okręgi nr 33 i 34 |

## Wyniki wyborów
Symbolem „●” oznaczono senatorów ubiegających się o reelekcję.

### Wybory parlamentarne 1989
| Kandydat                                                          | Głosów  | %     |
| ----------------------------------------------------------------- | ------- | ----- |
| Erwin Kruk                                                        | 142 315 | 58,21 |
| Antoni Jutrzenka-Trzebiatowski                                    | 131 188 | 53,66 |
| Zofia Als-Iwańska                                                 | 45 163  | 18,47 |
| Stanisław Biczysko                                                | 30 899  | 12,64 |
| Henryk Deptuła                                                    | 26 380  | 10,79 |
| Jan Forfa                                                         | 13 950  | 5,71  |
| Janusz Lewandowski                                                | 9628    | 3,94  |
| Ryszard Kędzior                                                   | 9045    | 3,71  |
| Kazimierz Borowicz                                                | 7908    | 3,23  |
| Jan Łożyński                                                      | 7771    | 3,18  |
| Olgierd Dąbrowski                                                 | 6200    | 2,54  |
| Michał Łesiów                                                     | 5118    | 2,09  |
| Jan Chłosta                                                       | 4598    | 1,88  |
| Liczba głosów ważnych: 244 482 Źródło: Państwowa Komisja Wyborcza |         |       |

### Wybory parlamentarne 1991
| Kandydat                                              | Kandydat               | Komitet wyborczy                                     | Głosów |
| ----------------------------------------------------- | ---------------------- | ---------------------------------------------------- | ------ |
|                                                       | Stefan Śnieżko         | Kongres Liberalno-Demokratyczny                      | 37 121 |
|                                                       | Wacław Bartnik         | Unia Demokratyczna                                   | 34 530 |
|                                                       | Krystyna Afeltowicz    | Niezależny Samorządny Związek Zawodowy „Solidarność” | 30 542 |
|                                                       | Danuta Tomowicz-Słaboń | Unia Demokratyczna                                   | 30 064 |
|                                                       | Stanisław Mitraszewski | Wyborcza Akcja Katolicka                             | 29 410 |
|                                                       | Wojciech Maszke        | Sojusz Lewicy Demokratycznej                         | 27 083 |
|                                                       | Jerzy Tomaszkiewicz    | Partia X                                             | 26 252 |
|                                                       | Jan Kowalski           | Niezależny Samorządny Związek Zawodowy „Solidarność” | 23 917 |
|                                                       | Zbigniew Kryszan       | Partia X                                             | 23 037 |
|                                                       | Adam Kowalczyk         | Kongres Liberalno-Demokratyczny                      | 20 319 |
|                                                       | Zygmunt Suszczewicz    | Polskie Stronnictwo Ludowe Sojusz Programowy         | 19 690 |
|                                                       | Ryszard Dobek          | Polskie Stronnictwo Ludowe Sojusz Programowy         | 18 954 |
|                                                       | Zenon Złakowski        | KW Zenona Złakowskiego                               | 11 927 |
|                                                       | Waldemar Żebrowski     | Stronnictwo Demokratyczne                            | 10 540 |
|                                                       | Michał Szypowski       | Stronnictwo Demokratyczne                            | 9818   |
|                                                       | Michał Kwiatkowski     | Związek Zawodowy Maszynistów PKP                     | 8760   |
| Frekwencja: 39,43% Źródło: Państwowa Komisja Wyborcza |                        |                                                      |        |

### Wybory parlamentarne 1993
| Kandydat                                              | Kandydat               | Komitet wyborczy                                     | Głosów |
| ----------------------------------------------------- | ---------------------- | ---------------------------------------------------- | ------ |
|                                                       | Henryk Krupa           | Sojusz Lewicy Demokratycznej                         | 71 546 |
|                                                       | Jan Adamiak            | Polskie Stronnictwo Ludowe                           | 54 167 |
|                                                       | Stanisław Niepsuj      | Unia Demokratyczna                                   | 52 693 |
|                                                       | Bogdan Pierechod       | Sojusz Lewicy Demokratycznej                         | 51 914 |
|                                                       | Stefan Śnieżko●        | Kongres Liberalno-Demokratyczny                      | 42 265 |
|                                                       | Edward Wysocki         | Samoobrona – Leppera                                 | 37 557 |
|                                                       | Joanna Skiba           | Niezależny Samorządny Związek Zawodowy „Solidarność” | 34 511 |
|                                                       | Zbigniew Kryszan       | Partia X                                             | 33 223 |
|                                                       | Michał Szypowski       | Konfederacja Polski Niepodległej                     | 24 217 |
|                                                       | Krystyna Urbanowicz    | Bezpartyjny Blok Wspierania Reform                   | 23 551 |
|                                                       | Halina Wolska          | Katolicki KW im. Brata Alberta                       | 21 012 |
|                                                       | Stanisław Mitraszewski | Koalicja dla Rzeczypospolitej                        | 15 802 |
|                                                       | Aleksander Młynarczyk  | „Zjednoczenie Polskie”                               | 12 736 |
| Frekwencja: 51,50% Źródło: Państwowa Komisja Wyborcza |                        |                                                      |        |

### Wybory parlamentarne 1997
| Kandydat                                              | Kandydat          | Komitet wyborczy                                                      | Głosów |
| ----------------------------------------------------- | ----------------- | --------------------------------------------------------------------- | ------ |
|                                                       | Janusz Lorenz     | Sojusz Lewicy Demokratycznej                                          | 77 977 |
|                                                       | Paweł Abramski    | Akcja Wyborcza Solidarność                                            | 69 854 |
|                                                       | Marian Kozłowski  | Sojusz Lewicy Demokratycznej                                          | 59 723 |
|                                                       | Alicja Kuczyńska  | Ruch Odbudowy Polski                                                  | 49 472 |
|                                                       | Stanisław Niepsuj | Unia Wolności                                                         | 48 252 |
|                                                       | Danuta Piontek    | KW Danuty Piontek                                                     | 32 494 |
|                                                       | Marek Żyliński    | KW Niezależnego Kandydata na Senatora RP „SAMORZĄD WARMII i MAZUR”    | 28 180 |
|                                                       | Jan Adamiak●      | Polskie Stronnictwo Ludowe                                            | 20 563 |
|                                                       | Jan Antochowski   | KW Niezależnego Kandydata Na Senatora R.P. Jana Józefa Antochowskiego | 20 496 |
| Frekwencja: 42,48% Źródło: Państwowa Komisja Wyborcza |                   |                                                                       |        |